# Полька (танець)
По́лька (від слова чеськ. půlka, що означає «половина») — парний, також бальний танець чеського походження, з музичним розміром — 2/4, який зародився близько 1830 року в Богемії, а також музичний жанр танцювальної музики, знайомий для всієї Європи та Америки. Полька — швидкий танець, який можна танцювати замкненим колом навколо овалу залу.
Термін «полька» означає «половинний крок», ця ж назва стосується будь-якого музичного твору написаного в такому ритмі. Особливу популярність танець здобув у другій половині ХІХ та першій половині ХХ століття. Багато-хто вважав його навіть народним танцем, оскільки його танцювали практично всі. Полька залишається популярним жанром народної музики у багатьох європейських та американських країнах. В деяких країнах ця традиція продовжується донині, наприклад, в Україні.

Ритмічна схема польки

## Історія виникнення
Як розповідають, одного разу молодий співак Йозеф Неруда, який давав уроки музики, почув як служниця в будинку його учня наспівувала веселу пісеньку «Дядько Німра купив шимла» (Strýček Nimra koupil šimla) і притупувала в такт ногою.
Ця мелодія танцю «мадера» сподобалася 25-річному викладачеві музики, він переробив її для свого оркестру, і вже на ма́сницю 1831 року вона стала окрасою програми на місцевому балу в Брандисі над Лабою (Ельбою).

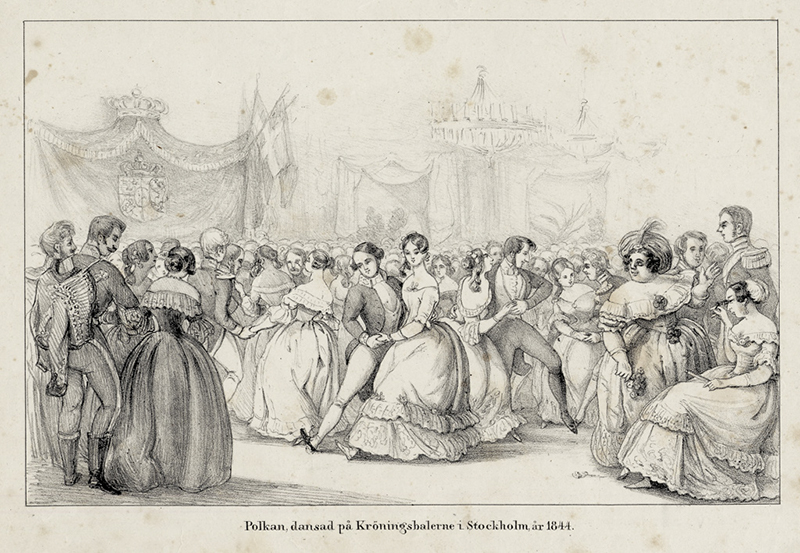
Танцювання польки в Стокгольмі. 1844 рік

За іншою версією, усе відбувалося в 1834 році, а пісеньку про Німра склала сама служниця, вона ж придумала і маленькі кроки до мелодії. Є і ще третій варіант, що в серпні 1835 року музикант Неруда побачив селянську дівчину, яка танцювала і весело наспівувала пісню «Дядько Німра …».
Спочатку цей танець називався «німра» або «мадера». Чеський композитор Франтишек Матей Гільмар (1803—1881), який був добрим танцюристом, дещо змінив цей танець, він став швидшим від «німри» і його назвали «полька». За короткий час танець поширювався по селах, поки не дійшов до Праги. Тут, як чеський національний танець, він став дуже популярним і його грали на всіх представницьких балах та значних концертах. Полька також дійшла до Відня, Берліна, Парижа, Петербурга та Нью-Йорка і вищий аристократичний світ незабаром затанцював польку на балах і в салонах.
Полька мала великий і тривалий успіх і дуже вплинула на формування бального репертуару. Танець міцно увійшов до танцювальної творчості багатьох народів. Сьогодні існують польки угорська, німецька, шведська, фінська, польська, і навіть уругвайська, бразильська та канадська. У кожній країні танець має свої особливості: темпераментна молдавська, стримана латиська, весільна українська. Але у всіх танцях залишається незмінне поєднання рухливості та сили чоловічого танцю з кокетливою граціозністю жіночого.
Відомим майстром польок був австрійський композитор Йоганн Штраус Молодший. Танець виконується в швидкому темпі, розмір дві чверті. Найчастіше польки писали: Антонін Дворжак, Сергій Рахманінов, Петро Чайковський, Берджих Сметана.

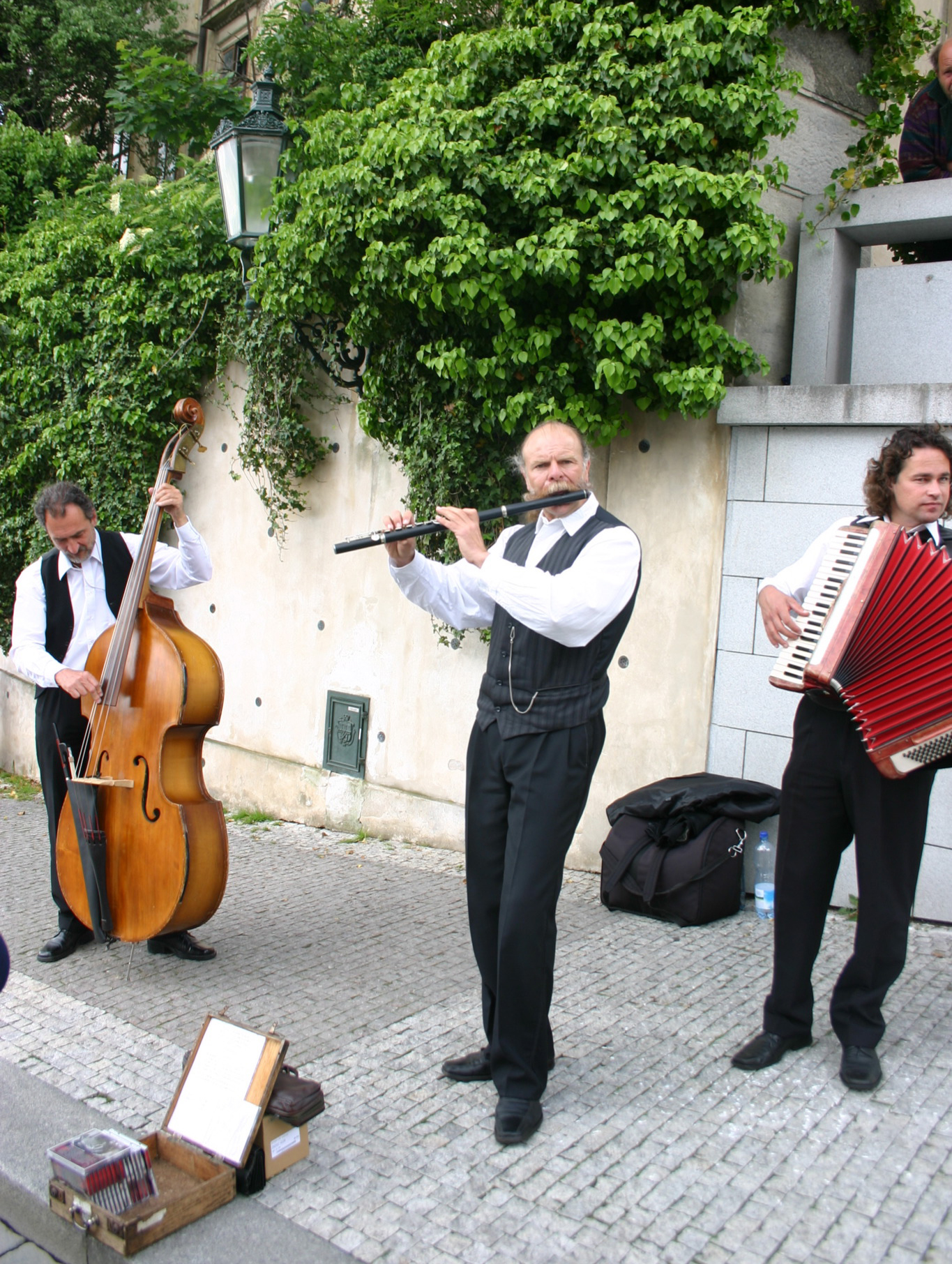
Музиканти в Празі грають польку

Світову славу здобула «Модранська полька», один з найвідоміших чеських шлягерів XX століття, музику до якого написав чеський композитор Яромир Вейвода. У 1934 році Вацлав Земан написав слова пісні «Жаль кохання» на мелодію «Модранської польки». 8 січня 2000 року пісню «Жаль кохання» було оголошено Шлягером століття (Hit století) в однойменному конкурсі Чеського радіо.

## Знамениті польки
- «Жаль кохання» Rosamunda Яромир Вейвода (чеськ. Jaromir Vejvoda, 1927)
- «Шалений акордеон» Fisarmonica impazzita Мікеле Коріно (італ. Michele Corino, 1950)
- «Хай живе полька» Viva la Polca Вітторіо Маскероні[it] (італ. Vittorio Mascheroni, 1940)
- «Лелека з Другого Касадея» Cicogna di Secondo Casadei Авреліо Казадеї[it] (італ. Aurelio Casadei, 1941)
- «Осінній гумор» Follie d'autunno Італо Салідзато (італ. Italo Salizzato, 2000)
- «Кришталеві намистини» Perles de cristal (Perle di cristallo) Жорж Амель[fr] (фр. Georges Hamel, 1919)
- «Грає акордеон» Suona la fisarmonica Горні Крамер[it] (італ. Gorni Kramer, 1937)